# Thelcticopis fasciata
Thelcticopis fasciata là một loài nhện trong họ Sparassidae.
Loài này thuộc chi Thelcticopis. Thelcticopis fasciata được Tord Tamerlan Teodor Thorell miêu tả năm 1897.